# Cosimo Fanzago

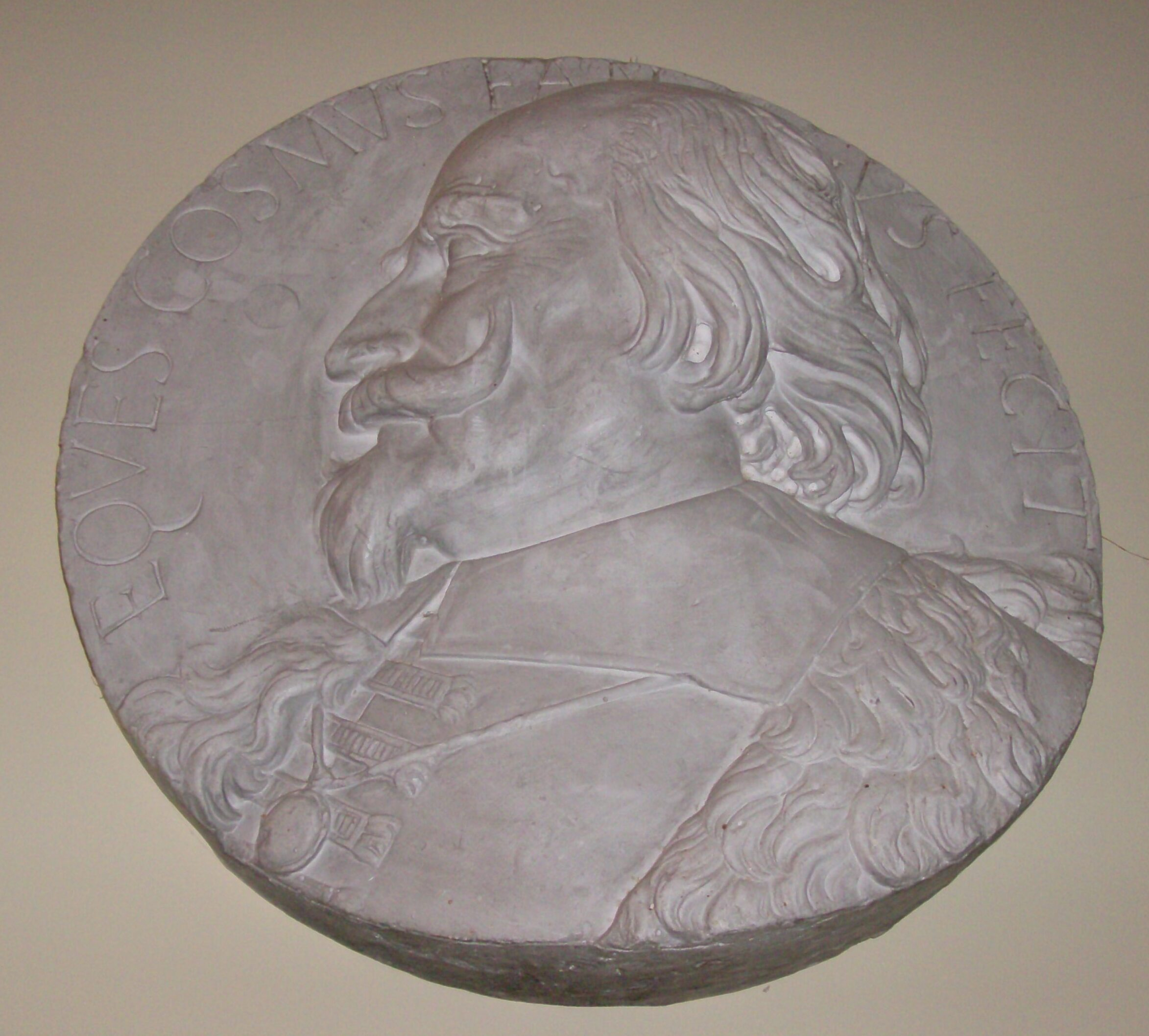
Cosimo Fanzago, zelfportret

Cosimo Fanzago (Clusone, 1591 - Napels, 1678) was een Italiaans beeldhouwer en architect. Hij is afkomstig uit de provincie Bergamo, maar heeft naam gemaakt als kunstenaar in Napels, Italië. Zijn werken hebben hem een van de belangrijkste kunstenaars van Napels uit de Barok gemaakt.

## Leven
De relatie tussen opdrachtgevers en kunstenaars met Cosimo Fanzago wordt gekenmerkt door zijn moeilijke karakter. In verschillende bronnen wordt aangehaald dat hij materialen die bedoeld waren voor de ene opdracht, voor een andere gebruikt. Daarnaast levert hij zijn werk niet op de afgesproken tijden af. Na de revolte van 1647 wordt de positie van Fanzago onhoudbaar. Daarbij komen de rechtszaken die tegen hem lopen jegens de Kartuizer orde en andere opdrachtgevers. Hij vlucht naar Rome, maar heeft daar waarschijnlijk niet voldoende middelen om rond te komen. Daarom keert hij na 1650 terug naar Napels, om onder andere te werken voor Cesare Firrao in diens familiekapel in de San Paolo Maggiore.

## Belangrijkste werken in Napels
- De Guglia di San Gennaro. Een spiraal / spits gebouwd ter ere van de beschermheilige van Napels, de heilige Januarius. Gebouwd na de pestepidemie van 1647 wordt de spits gezien als danksymbool voor de heilige.
- De Certosa di San Martino is het klooster van de Orde van de Kartuizers.
- De rozenkranskapel in de San Lorenzo Maggiore, ook wel Cacacekapel genoemd, naar haar opdrachtgever Giovan Camillo Cacace.
- De St. Antoniuskapel in dezelfde San Lorenzo Maggiore.
- Palazzo Donn'Anna
- Barokke uitbouw van de franciscanenkerk Santa Maria degli Angeli alle Croci
- Hoofdaltaar van de Basiliek San Domenico Maggiore, kloosterkerk van de Dominicanen.
- Beeld van Antonino Firrao in de Firraokapel in de San Paolo Maggiore.

- Biblioteca Nacional de España: XX5052339
- Bibliothèque nationale de France: cb16626832q (data)
- Gemeinsame Normdatei: 118686089
- International Standard Name Identifier: 0000 0001 1620 0072
- Library of Congress Control Number: n86136544
- Nationale bibliotheek van Australië: 36020375
- Nationale Bibliotheek van Israël: 987007421525405171
- Nederlandse Thesaurus van Auteursnamen: 070471835
- Réseau des bibliothèques de Suisse occidentale: 02-A003231099
- RKD-Nederlands Instituut voor Kunstgeschiedenis: 117237
- Istituto Centrale per il Catalogo Unico: NAPV048319
- Système universitaire de documentation: 06050577X
- Trove: 1188911
- Union List of Artist Names: 500007050
- Virtual International Authority File: 35942570
- WorldCat: E39PBJdM9yPFh9qT96KbKMJv73